# Dolf van der Wal
Dolf van der Wal (* 21. Juli 1987 in Huizen) ist ein ehemaliger niederländischer Snowboarder. Er startete in den Freestyledisziplinen und nahm an zwei Olympischen Winterspielen sowie sechs Snowboard-Weltmeisterschaften teil.

## Werdegang
Van der Wal trat international erstmals bei den Juniorenweltmeisterschaften 2004 in Erscheinung. Dort belegte er den 66. Platz in der Halfpipe und den 49. Rang im Big Air. In der Saison 2004/05 nahm er am Kreischberg erstmals am Snowboard-Weltcup teil, wobei er den 11. Platz im Big Air errang und kam bei den Juniorenweltmeisterschaften 2005 in Zermatt auf den 45. Platz in der Halfpipe. Bei den Juniorenweltmeisterschaften 2006 im Vivaldi Park belegte er den 66. Platz in der Halfpipe und den 28. Rang im Big Air. In der Saison 2006/07 erreichte er mit vier Ergebnissen unter den ersten Zehn seine ersten Top-Zehn-Platzierungen im Weltcup und mit dem zweiten Rang in der Halfpipe in Sungwoo seine einzige Podestplatzierung im Weltcup. Beim Saisonhöhepunkt, den Snowboard-Weltmeisterschaften 2007 in Arosa, kam er auf den 31. Platz in der Halfpipe und auf den 20. Rang im Big Air. Zum Saisonende errang er bei den Juniorenweltmeisterschaften 2007 in Bad Gastein den 34. Platz im Big Air und beendete die Saison auf dem 20. Platz im Gesamtweltcup sowie auf dem dritten Rang im Halfpipe-Weltcup. In der folgenden Saison wurde er mit vier Top-Zehn-Ergebnissen Zehnter im Halfpipe-Weltcup. In den folgenden Jahren kam er im Weltcup meist auf Platzierungen außerhalb der ersten Zehn und belegte bei den Snowboard-Weltmeisterschaften 2009 in Gangwon den 20. Platz in der Halfpipe, bei den Olympischen Winterspielen 2010 in Vancouver den 37. Rang in der Halfpipe, bei den Snowboard-Weltmeisterschaften 2011 in La Molina den 31. Platz im Slopestyle sowie den 16. Rang in der Halfpipe, bei den Snowboard-Weltmeisterschaften 2012 in Oslo den 37. Platz in der Halfpipe und bei den Snowboard-Weltmeisterschaften 2013 im Stoneham den 49. Rang in der Halfpipe. 
Nach Platz 52 beim Weltcup in Cardrona zu Beginn der Saison 2013/14, kam van der Wal im Weltcup zweimal auf den vierten Platz und wurde beim Snowcrown Ski and Snowboard Festival im Blue Mountain sowie bei der U.S. Revolution Tour in Copper Mountain jeweils Dritter in der Halfpipe. Beim Saisonhöhepunkt, den Olympischen Winterspielen 2014 in Sotschi, errang er den 26. Platz in der Halfpipe. Die Saison beendete er auf dem 14. Platz im Freestyle-Weltcup und auf dem achten Rang im Halfpipe-Weltcup. In der Saison 2014/15 belegte er bei den Snowboard-Weltmeisterschaften 2015 am Kreischberg den 20. Platz in der Halfpipe und absolvierte in Park City seinen 54. und damit letzten Weltcup, welchen er auf dem 13. Platz in der Halfpipe beendete.

## Teilnahmen an Weltmeisterschaften und Olympischen Winterspielen

### Olympische Winterspiele
- 2010 Vancouver: 37. Platz Halfpipe
- 2014 Sotschi: 26. Platz Halfpipe

### Snowboard-Weltmeisterschaften
- 2007 Arosa: 20. Platz Big Air, 31. Platz Halfpipe
- 2009 Gangwon: 20. Platz Halfpipe
- 2011 La Molina: 16. Platz Halfpipe, 31. Platz Slopestyle
- 2012 Oslo: 37. Platz Halfpipe
- 2013 Stoneham: 49. Platz Halfpipe
- 2015 Kreischberg: 20. Platz Halfpipe

## Weltcup-Gesamtplatzierungen
| Saison  | Gesamt / Freestyle | Gesamt / Freestyle | Halfpipe | Halfpipe |
| Saison  | Punkte             | Platz              | Punkte   | Platz    |
| ------- | ------------------ | ------------------ | -------- | -------- |
| 2004/05 | -                  | -                  | 19       | 96.      |
| 2005/06 | 296                | 182.               | 272      | 64.      |
| 2006/07 | 2084               | 20.                | 2067     | 3.       |
| 2007/08 | 1886               | 45.                | 1540     | 10.      |
| 2008/09 | 674                | 112.               | 674      | 34.      |
| 2009/10 | 882                | 84.                | 882      | 25.      |
| 2010/11 | 900                | 29.                | 610      | 21.      |
| 2011/12 | 652                | 31.                | 548      | 20.      |
| 2012/13 | 179                | 92.                | 179      | 48.      |
| 2013/14 | 1055               | 14.                | 1055     | 8.       |
| 2014/15 | 340                | 51.                | 340      | 15.      |